# Melithreptus lunatus
Melithreptus lunatus là một loài chim trong họ Meliphagidae.